# Parc national Lincoln
Le parc national Lincoln est situé à 249 km à l'ouest d'Adélaïde, capitale de l'Australie-Méridionale. Il est situé à l'extrémité sud de la péninsule Jussieu et comprend les îles voisines.

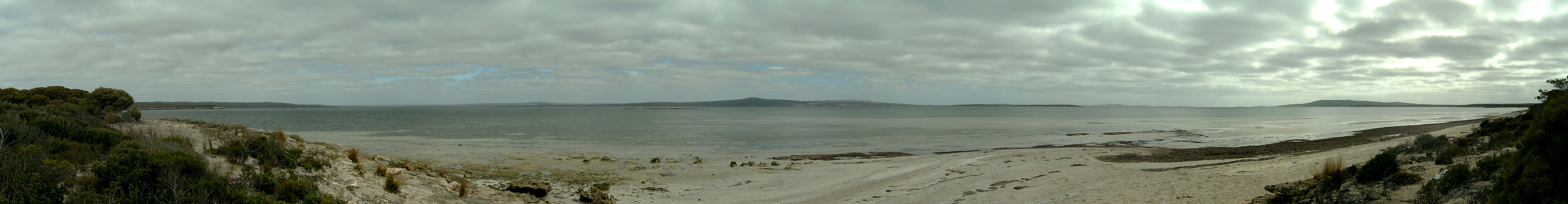
La baie Proper vue du parc national Lincoln.